# Dolomedes holti
Dolomedes holti är en spindelart som beskrevs av James E. Carico 1973. Dolomedes holti ingår i släktet Dolomedes och familjen vårdnätsspindlar. Inga underarter finns listade i Catalogue of Life.